# Horka nad Moravou
Horka nad Moravou är en ort i Tjeckien.   Den ligger i regionen Olomouc, i den östra delen av landet, 210 km öster om huvudstaden Prag. Horka nad Moravou ligger 222 meter över havet och antalet invånare är 2 101.
Terrängen runt Horka nad Moravou är platt.Runt Horka nad Moravou är det tätbefolkat, med 947 invånare per kvadratkilometer. Närmaste större samhälle är Olomouc, 5,8 km sydost om Horka nad Moravou. Trakten runt Horka nad Moravou består till största delen av jordbruksmark.